# Alaghy János
Alaghy János (?, 1523 körül – Tállya, 1567 szeptember eleje) regéci várnagy, magyar főúr.

## Életrajza
Alaghy János 1523 körül született. Apja alagi Békény Gáspár, anyja Serédi Veronika volt. 
Édesanyja 1527 elején már özvegy volt, egyedül maradt János és Anna nevű gyermekeivel. A családot édesanyja fivére Serédi Gáspár vette pártfogásba. Az árván maradt Alaghy János is az ő pártfogása révén végezte tanulmányait, járta végig a kor legnevesebb iskoláit.
1539-ben Bártfán tanult, ahol Eck Bálintnál lakott Révay Ferenc fiaival együtt. Bártfai tartózkodása alatt társaival együtt tanulmányaik során alapfokú humanista képzést kapott, s megismerkedett a görög nyelv alapjaival is.
1543 április 27-én iratkozott be a Wittenbergi egyetemre. Az itteni egyetemen töltött idő később egész élete során hatással volt rá, élete végéig elkötelezett híve maradt a lutheri reformációnak.
1546-ban már Itáliában, a Páduai egyetemen találjuk. Innen hazatérve a bécsi udvarba került. Innen hazatérve, 1555 után nagybátyja: Serédi Gáspár Regéc várának várnagyává nevezte ki. 1556-ban, Izabella királyné és a kiskorú János Zsigmond Erdélybe való visszatérése után (miután Serédi tokaji várnagya Izabella királynő mellé állt,  ezzel megkaparítva a Serédi-birtokok egy részét is) Alaghy János a fizetetlen őrségű, leromlott állapotú Regéci vár várnagya Serédi Gáspárhoz fordult segítségért pénz és katona dolgában. Serédi Gáspár ekkor rá ruházta a várat is, melyet Alaghy ezután sikeresen kijavíttatott, és kifizette az őrséget is, amely ebben az időben száz lovasból és kétszáz gyalogosból állt, majd megvédte a várat az Izabella párti Perényi Gábor ostromával szemben.
1558-ra Alaghy János már az ország nagybirtokosai közé emelkedett. Regéc várán kívül övé lett Tállya és Abaújszántó mezőváros feletti földesuraság is.
1559, 1560 körül megnősült, a Heves megyei családból származó Pásztohy (Pászthóy) Katalint vette nőül, kitől két gyermeke András és Judit (ki később Rákóczi Zsigmond erdélyi fejedelem felesége lett) született.
Ekkor (1560) került birtokába többek között Pácin falu is, mely 1530 körül került Serédi Gáspár, majd 1560-ban unokaöccse, berkényi Alaghy János birtokába. Alaghy halála után, 1571-től közeli barátja Mágócsy Gáspár, mint gyermekei gyámja kezelte az uradalmat.
Ő is híres mecénás lett. Az ő költségén tanult a Wittenbergi egyetemen többek között Szántai Festő Lukács abaújszántói prédikátor és 1562-ben Stöckel Lénárd fia János is, aki hazatérése után Abaújszántón lett iskolamester.
Alaghy János 1565 nyarán Szatmár várához vonult, ahol csatlakozott Schwendi Lázár seregéhez. Itt írta meg második (utolsó) végrendeletét is.
1567 szeptember elején érte a halál, végrendeletéhez híven az abaújszántói templomban temették el.